# R2-D2
R2-D2 este un robot din seria de filme SF Războiul Stelelor. El a fost deținut de Anakin Skywalker, apoi de Padme Amidala și de Luke Skywalker.
R2-D2 este unul din cele patru personaje care apar în toate cele 6 filme ale seriei Star Wars, ceilalți fiind Anakin Skywalker (Darth Vader), Obi-Wan Kenobi, și C-3PO, companionul lui R2. R2-D2 a fost jucat de Kenny Baker